# ブライアン・カウエン
ブライアン・カウエン（英語: Brian Cowen、アイルランド語: Brian Ó Comhain、1960年1月10日 - ）は、アイルランドの政治家。フィアナ・フォイル - 共和党所属の国会議員（ドイル・エアラン議員、TD）、共和党党首（第7代）、労働大臣（第11代）、エネルギー大臣（第12代）、運輸・エネルギー・通信大臣（第13代）、保健・児童大臣（第20代）、外務大臣（第25代）、財務大臣（第24代）、アイルランド副首相（第20代）、アイルランド首相（第12代）を務めた。

## 概要
2008年5月8日に自らが率いるフィアナ・フォイル - 共和党と、緑の党、進歩民主党で連立を組み、また無所属のドイル・エアラン（下院）議員から支持を受けて首班指名を受けた。
1984年にリーシュ＝オファリー選挙区で当選して以来、ドイル・エアラン議員を務める。閣僚として、労働大臣（1992年 - 1993年）、エネルギー大臣（1993年）、運輸・エネルギー・通信大臣（1993年 - 1994年）、保健・児童大臣（1997年 - 2000年）、外務大臣（2000年 - 2004年）、財務相大臣（2004年 - 2008年）を歴任し、2007年から2008年にかけては副首相 (Tánaiste) も兼務した。2008年4月9日にはバーティ・アハーンの後任として共和党党首に選出される。2008年5月7日、ドイル・エアランは前日にアハーンが首相を辞職したことを受けてカウエンを新首相に選出した。就任後数週間で、新政権はアイルランドの金融・銀行危機に直面した。いずれの危機にも歯止めをかけることができなかったことで大きな批判を受け、最終的にはアイルランド政府が欧県連合（EU）と国際通貨基金（IMF）に財政支援を正式に要請することになったが、アイルランド国民の屈辱と広く受け止められていた。カウエンのリーダーシップにより、共和党に対する国民の支持率は記録的な低さに落ち込み、カウエンはアイルランドの世論調査史上最低の支持率を記録し、一時は8％の支持率を記録したこともあった。2011年1月の内閣改造に失敗し、政治的圧力が高まる中、カウエンは共和党党首を辞任したが、その数ヶ月後に行われた総選挙まで党首を務め、その時には政界から身を引いている。
サンデー・タイムズ紙はカウエンの在任期間を「悲惨な失敗」と評した。2011年には、アイリッシュ・インデペンデント紙は、カウエンを「国家の歴史の中で最悪の首相」と呼んだ。

## 経歴

### 政界入りまで
ブライアン・カウエンは1960年1月10日にオファリー県クララにおいて、バーナードとメイの間に生まれる。父バーナードは共和党に所属し、ドイル・エアラン（下院）、シャナズ・エアラン（上院）議員を務めていたが、1984年に死別する。一家はクララでは、住んでいた家の近くにパブを所有しており、バーナードはオークショニアとして、ブライアンも幼いころから父親のパブでバーテンダーとして働いていた。ブライアンにはクリストファーとバリーの2人の兄がいる。バリーも政治の世界に足を踏み入れており、共和党に所属し、オファリー県評議会の議員を務めている。1番上の兄クリストファーは一家が所有するパブを経営している。しかし、一家が所有する旧家とパブは町の開発のために取り壊されることになっている。
カウエンはクララ国立学校、シトー会系の Ard Scoil Naomh Chiárain で学び、12歳のときに寄宿生としてティペラリー県ロスクレーにある セント・マウント・ジョセフ・シトー会カレッジ（Cistercian College of Mount St. Joseph）に入学する。その後ユニバーシティ・カレッジ・ダブリン（アイルランド国立大学ダブリン校）に進み、法学を学ぶ。その後ダブリンのアイルランド法学会（Incorporated Law Society of Ireland）の事務弁護士の資格を取得する。

### 政界入り
1984年、ドイル・エアランの現職議員だった父バーティが死亡したことを受け、リーシュ＝オファリー選挙区での補欠選挙が実施された結果、カウエンは当選を果たす。当時のカウエンは24歳で、第24期のドイルのなかで最年少の議員となった。また同年にオファリー県評議会議員にも選ばれ、父親の議席を引き継ぐこととなった。その後カウエンは1992年まで両方の職を兼ねることになった。
カウエンは初当選から7年間、一般議員として経験を積み重ねてきた。1989年の総選挙で共和党が進歩民主党と初めて連立政権を組んだ際、カウエンはその連立に対して猛烈に反対した議員グループに加わった。その2年後の1991年11月、当時財務大臣だったアルバート・レイノルズが共和党党首選挙で現職のチャールズ・ホーヒーに挑む。カウエンはレイノルズと結束し、ただちに「カントリー＆ウェスタン派（Country & Western wing）」を結成する。この名称は、レイノルズの支持者の大部分が地方出身議員であったことや、レイノルズが1960年代にダンスホール事業で財を成したことに由来する。レイノルズは今回で2度目の挑戦であったが、結果党首に選出され、これを受けてホーヒーは1992年に首相の座を追われることになった。
レイノルズは32歳になったばかりのカウエンについて、労働大臣として初入閣させた。ところがカウエンは閣僚に選ばれたにもかかわらず、連立を組んでいた進歩民主党に対して厳しい態度をとっていた。このことは1992年3月の共和党党大会 (Ardfheis) で顕著となる。党首レイノルズの演説で会場が盛り上がりを見せていたなかで、カウエンは連立に対する自らの態度を率直に示し、「進歩民主党はどういうものなのか。いったいいつになったら連立から外すことができるのだ？（What about PDs? When in doubt leave them out.）」と述べている。
1992年の総選挙でドイルは多数を占める政党が現れず、そのためすべての主な政党の間で連立協議が行われた。カウエンはノエル・デンプシーやバーティ・アハーンとともに共和党を代表して労働党との連立協議に臨む。両党との間で合意がまとまり、カウエンは運輸・エネルギー・通信大臣に任命される。在任中、カウエンは議論を呼ぶことになるシャノン空港における途中降機規制を緩和する決定を行い、これによりシャノン空港への途中降機はダブリン空港発の大西洋横断航路に限られることになった。この決定については意見が分かれ、下院議員のシーレ・デ・ヴァレラが抗議のために共和党を離党した。
1994年10月、担当閣僚として自らが鉱掘権の交付審議中だったアルコン社について、カウエンが同社の株式1000株を保有していたことが発覚した。カウエンはただちに株式を売却し、ドイルで事態について謝罪した。
その後1994年にアルバート・レイノルズが首相職と共和党党首職を辞任する。バーティ・アハーンが代わって新党首となるが、当時の共和党は野に下っていた。カウエンは最前列席議員連（影の内閣）のひとりとして、農業・食糧・林業（1994年）や保健（1997年）について活動していた。

## 内閣府

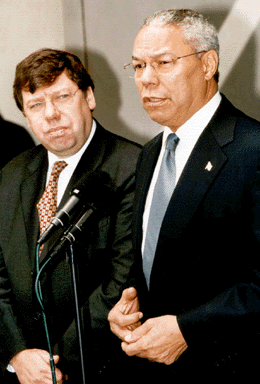
カウエン（左）とアメリカ合衆国国務長官コリン・パウエル（2001年）

### 保健・児童大臣（1997年 - 2000年）
1997年の総選挙で共和党が政権に復帰し、カウエンも新設された保健・児童大臣に就任する。カウエンは保健・児童大臣に在任していた期間について、地雷がなんの前触れもなく爆発しそうでアンゴラにいるかのようだった、と表現している。在任期間中、カウエンは1999年の長引く看護士のストライキや病院のベッド数不足と患者の混雑といった難題に取り組まなければならなかった。その後、カウエンは2000年1月に保健・児童相から外務大臣に転任された。

### 外務大臣
カウエンの外相在任中には、北アイルランド和平プロセスやそのほかの国際関係、とくにアイルランドが国際連合安全保障理事会非常任理事国となったことなど、困難な外交課題が山積していた。2003年にカウエンは外務大臣として、アイルランドおよび政府に対して厳しい態度をとってきた北アイルランドの民主統一党党首イアン・ペイズリーの批判の標的とされた。党支持者の群集やテレビカメラ、ラジオレポーターの前で、ペイズリーはカウエンの外見を罵倒し、またカウエンの母親をも侮辱する発言を放った。2004年にアイルランドが欧州連合理事会議長国となり、また欧州連合が拡大していったなかでカウエンは重要な役割を担った。

### 財務大臣
2004年9月、財務大臣を務めていたチャーリー・マクリービィが欧州委員会委員となることを受けて、その後任にカウエンが選任された。2004年12月1日にカウエンの下で初めて組まれた予算案が発表され、その内容は歳出を9%増やすという積極的なものと受け止められた。
2005年のカウエンの2度目の予算案では、新たな児童福祉のための総合政策向けのものが多くを占めるものとなり、また2007年以降は課税の抜け道となっていた制度を厳格化し、「税金逃れの金持ち」を税制の網にかける施策を盛り込んだ。また所得税制の見直しで、52,000人の低所得者層を課税対象からはずし、また90,000人の中間所得層についても従来高課税としていたものを取りやめた。
2007年度の予算編成では、同年に行われる総選挙を見越し、歳出を取りまとめた。総額37億ユーロの歳出には最高所得税率を42%から41%に引き下げたほか、年金や社会福祉手当の増額、環境保護対策といったものが含まれている。これらの政策を打ち出すものの、2008年1月には経済の見通し不安に対して無策であるという批判を受けている。

## 第7代共和党党首

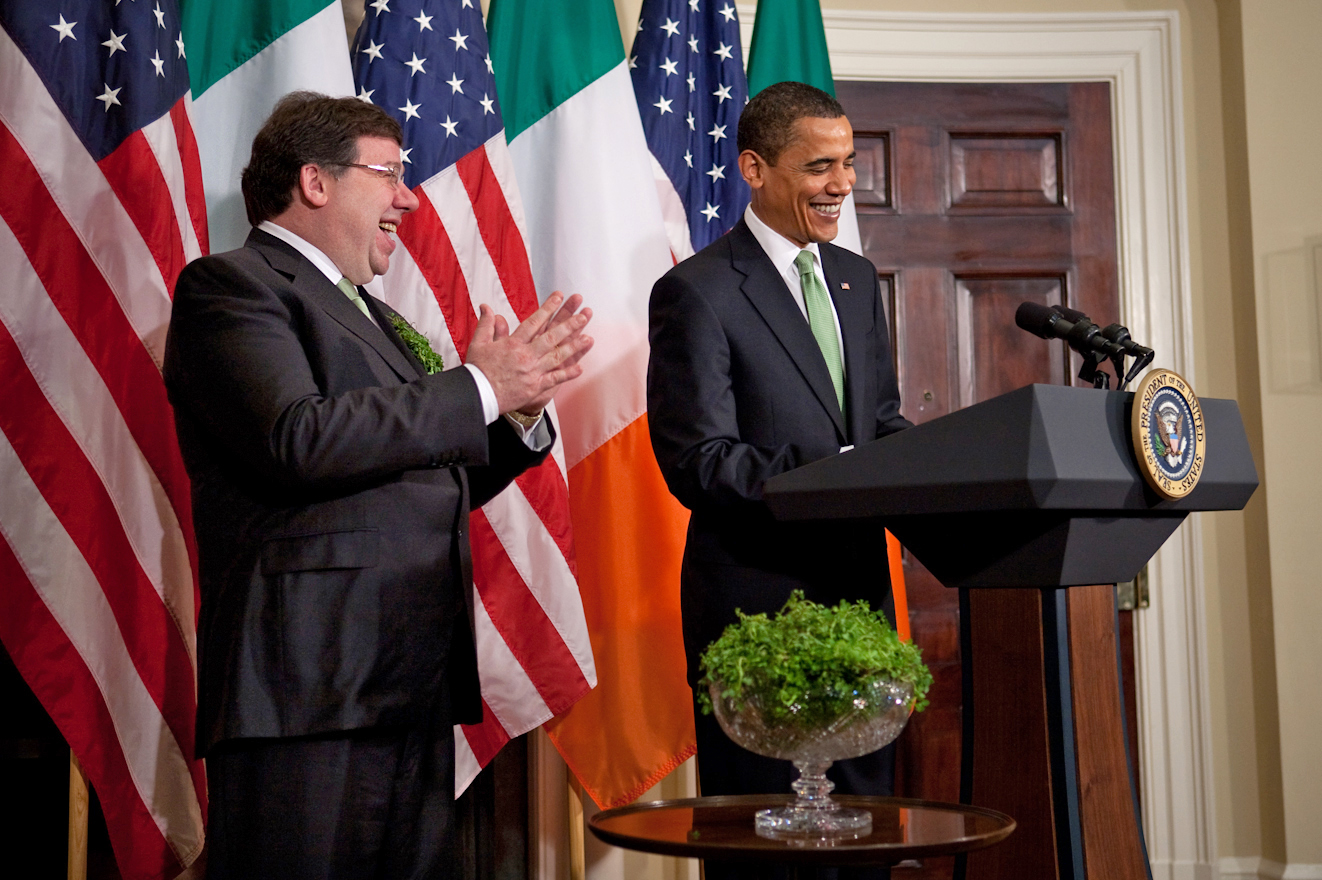
ホワイトハウスで聖パトリックの祝日のシャムロックのボウルをバラク・オバマ米大統領にプレゼントするブライアン・コーエン

閣僚に在任してきた間、カウエンはメディアの間で、バーティ・アハーンの後継の筆頭候補として取りざたされてきた。2002年にメアリー・オルークの後任として共和党の副党首に就任したことでカウエンの立場は強化され、さらにその後、首相候補が就くと言われる財務相にも任命された。
2008年4月5日、カウエンは前日にブライアン・レニハンとメアリー・コクランの後押しを受けて共和党党首選挙に立候補した。その4日後にカウエンは第7代党首に選出され、5月6日に就任した。
2008年5月7日、カウエンはドイル・エアランから首相指名を受ける。指名選挙の投票結果は88対76であり、指名を受けた後に大統領メアリー・マッカリースから首相に任命され新政権を発足させた。
その後アイルランドは経済危機に瀕し、カウエンも非難にさらされることとなる。2011年1月18日に党首信任選挙を行ない信任は得たものの、続投に反対する閣僚6人が内閣を去ったため、同年3月11日までに解散総選挙を行うことを表明。1月22日には党首を辞任すると発表した。首相職には総選挙の時点までとどまった。
2009年1月に来日している。

## 第12代首相
就任後、カウエンは第28次内閣を結成し、 共和党、緑の党、進歩民主党、そして当初は3人の無所属の国会議員（TD）の間で再編成された連立政権となった。メアリー・コクランを副首相に、ブライアン・レニハンを財務大臣に起用したことは、「経験がない」としてアイリッシュ・タイムズ紙に「不適切」と批判された。

### リスボン条約
2008年6月12日の国民投票でリスボン条約の批准が拒否されたことについて、一部メディアや政治評論家はカウエン政権に対する反発という見方を示している。アイリッシュ・インデペンデント紙は国民投票の結果を、「ここ数十年で最大の政治危機」と表現した。コラムニストのブレンダン・オコンナーは投票結果について「カウエンとその支持者にとって屈辱的な失敗」と評している。この結果はカウエン自身が惹き起こしたものという見方もあり、2008年5月12日にラジオのインタビューで、カウエン自身もリスボン条約をまだ読んでいないと発言していた。2009年10月に実施された第2回リスボン国民投票で憲法修正第28条が成功したことで、最終的にこの条約はアイルランドの有権者によって承認された。

### 2009年予算

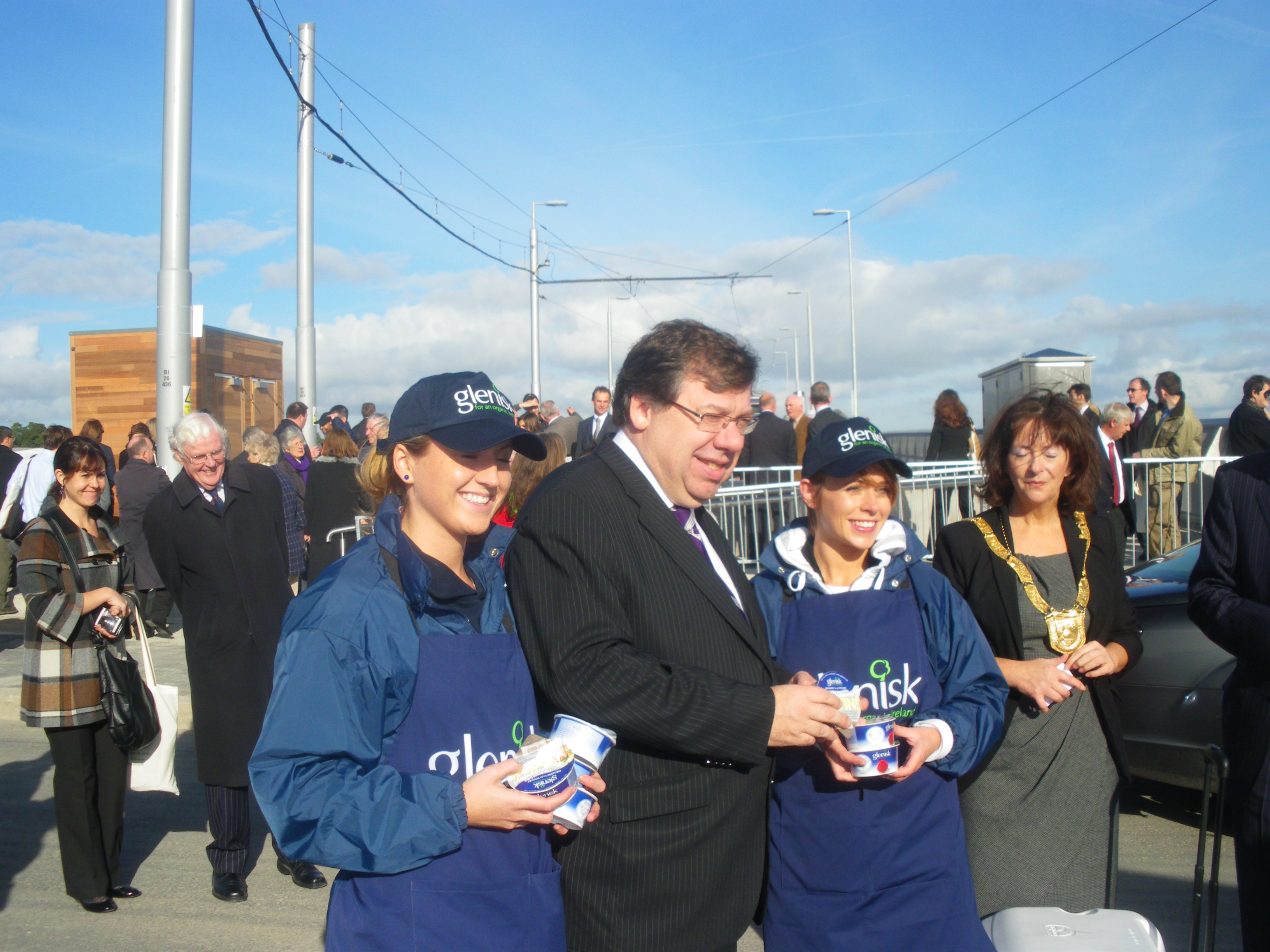
チェリーウッドにて（2008年）

2008年10月14日、世界的な金融危機の影響で、通常の12月から前倒しされた2009年のアイルランド政府予算が発表された。「長年で最も厳しい予算」と評されたこの予算には、所得税の賦課や女子生徒へのHPVワクチンの中止など、多くの物議を醸す措置が盛り込まれた。予算の他の結果は、指定された閾値以上のすべての労働者に課されている新しい所得税と北アイルランドとの国境近くの軍事兵舎の数の閉鎖が含まれていた。
医療カードの廃止と大学授業料の復活が提案されたことで、国民の反発が起こった。教師や農民の間では一連のデモが続き、2008年10月22日には、少なくとも25,000人の年金生活者や学生が連帯し、ダブリンのレンスター・ハウスと首相庁の外に降り立った。ダブリンの通りで抗議行動がすれ違う際には、年金生活者の中には学生を応援する姿も見られた。教育への変更は、プロテスタントの中等教育学校が受けるべき削減の不釣り合いなレベルと見られていたものについて、アイルランド聖公会の3つの司教との閣僚会議につながった。ローマ・カトリック教会の代表者は、教会の庇護の下ではない初等教育の生徒に宗教的な指導を提供し続けることができるとオキーフによって保証された。
政府内での反乱により、不満を持った連立政権の議員の脱退が相次いだ。ウィックロー県のジョー・ベハン議員は、医療カードの変更案に抗議し、共和党を辞職した。他の2人の政府下院議員とともに、医療カードと癌ワクチンに関する2つの重要な議会投票で、以前の同僚に反対票を投じた。これらの離反により、アイルランド政府の12人の過半数が4分の1に減少した。2007年の選挙後、政府支持に同意していた無所属のフィニアン・マクグラス議員も政府からの支持を撤回した。ある高官の政治筋は「予算は起こるべくして起こった事故だった」と述べた。
欧州連合（EU）の安定・成長協定では、EU諸国は財政赤字対国内総生産比を3％以下に抑え、債務対国内総生産比を60％以下に維持することが義務付けられている。2008年10月31日、欧州委員会はアイルランド政府に対し、財政赤字がEUの要求する財政赤字対国内総生産比3％を超えたとして、赤字超過手続きを開始した。アイルランドの財政赤字は2008年には5.5％、2009年には6.5％になると予想されていた。この対応により、様々の分野で提案されていた変更案が取り消された。

### 2008年豚肉危機
2008年12月6日、アイルランド食品安全局は、豚のごく一部から有毒レベルのダイオキシンが検出されたことを理由に、9月1日からのアイルランド産豚肉のリコール、撤退、廃棄を命じた。カウエンはさらに、アイルランド産豚肉の市場からの5日間の撤退を承認した。加工業者は金銭的な補償を受けるまで豚の屠殺を再開することを拒否したため、数日のうちに国内各地の豚加工工場で数千人の雇用が失われたり、脅威にさらされたりした。カウエン内閣は、野党のエンダ・ケニー党首が政府の対応を「大惨事」と呼ぶなど、過剰な対応をしたとの批判を受けた。

### アングロ・アイリッシュ銀行
アングロ・アイリッシュ銀行の不動産融資へのエクスポージャーが高く、そのほとんどが建設業者や不動産デベロッパー向けの融資であったため、2008年のアイルランド不動産市場の低迷により大きな影響を受けた。2009年1月15日、15億ユーロの資金を注入して銀行の再建を試みた後、政府は銀行を国有化するための措置を取ることを発表した。2009年のアングロ・アイリッシュ銀行法（Anglo Irish Bank Corporation Act, 2009）は、2009年1月21日に同銀行の全株式を財務大臣に譲渡することを規定し、アイルランドの法律に基づいて制定された。同日、アングロ・アイリッシュ銀行は有限会社として再登記された。当時のオブザーバーは、政府の銀行破綻への対応が遅かったとコメントしており、サンデー・タイムズ紙は「国有化は他の欧州の政府にとっては十分だったが、ブライアン・カウエン政権は壁に背を向けるまで避けられなかった」と述べている。あまりにも頻繁に、事態をコントロールするのではなく、事態に反応していると見られている。

### 2009年度緊急予算
2009年4月に成立した第2次緊急予算では、国内総生産（GDP）の10.75％という財政赤字に対処した。予算の内容は、前年の所得税を2％、4％、6％に倍増すること、タバコ1箱（25セント）と軽油1リットル（5セント）の物品税を引き上げること、アイルランドの銀行から不良債権を取り除くための「資産管理機関」を新設すること、2010年までに早期保育の補助金を段階的に廃止し、3歳と4歳の就学前教育への補助金に置き換えること、社会福祉を少なくとも2年間は増額しないことなどであった。カウエンは、緊急措置は必要だと擁護した。

### 初の不信任投票
予算に対する国内外の報道機関の反応はおおむね好意的で、英国放送協会（BBC）の経済部門編集者は、この緊急手続きからイギリスが学ぶべき教訓があると報じ、欧州委員会はこの予算を「決定的な行動」の一形態と称賛した。しかし、カウエン政権の政治的な運勢を復活させることはほとんどできなかった。2009年6月5日に行われた選挙で共和党が敗北し、欧州議会の議席の半分を失った後、共和党は6月9日にカウエンに対する不信任動議を提出した。カウエンは、85対79という僅差で投票を勝ち抜いた。2009年9月3日、アイリッシュ・タイムズ/TNSのmrbi世論調査によると、カウエンに対する満足度は6ポイント下がり15％となり、77％の有権者がカウエンに不満を持っていると答えた。

### 2010年予算とNAMA論争

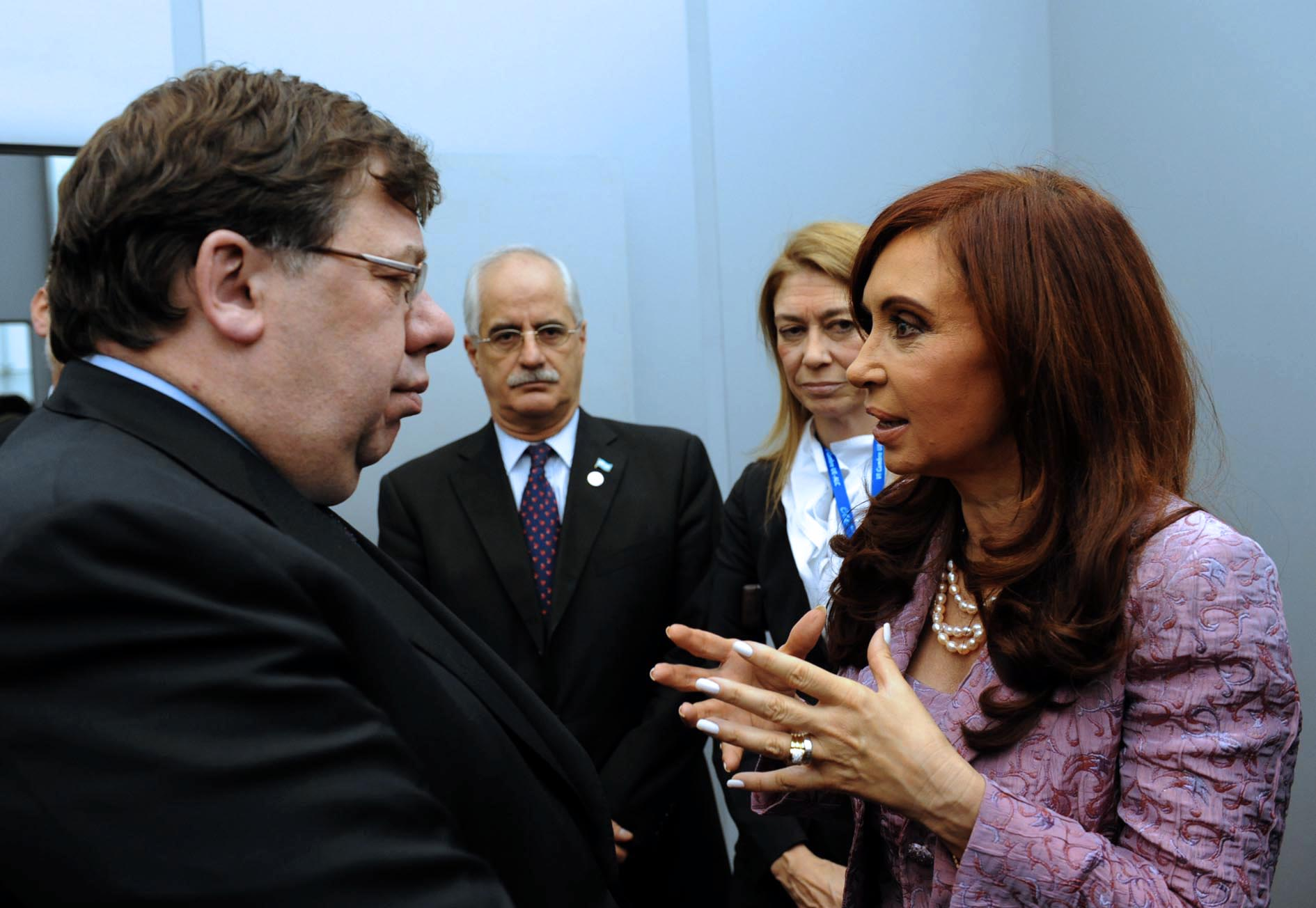
アルゼンチンのクリスティーナ・フェルナンデス大統領と会談しているコーエン（2010年）

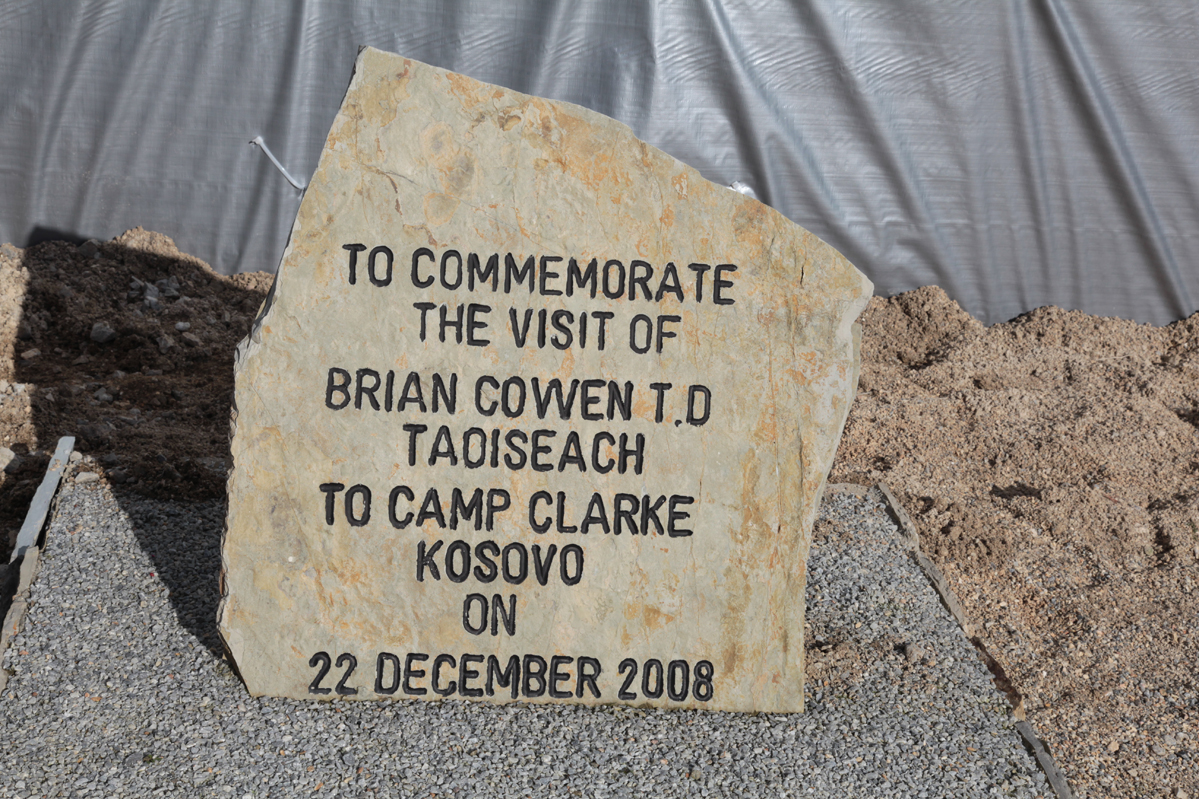
コソボのキャンプクラークのブライアン・カウエン首相訪問のための記念石（2010年）

2009年12月9日に発表されたカウエン政権の14ヶ月以内の3度目の予算は、国が債務超過に陥りかけているという現実に直面していた。2010年の予算は、国の赤字から40億ユーロが削減されたことから、アイルランド国内のみならず世界のコメンテーターからも厳しい言葉で評され、アイリッシュ・タイムズ紙は「国家史上最も緊縮的な予算」と評した。この予算の特徴は、公共部門の労働者の給与削減と社会福祉の削減であった。英国放送協会（BBC）によると、社会福祉の削減は1924年以来実施されていなかった。
2010年2月には、カウエンは、国家資産管理庁（NAMA）は、国際通貨基金（IMF）にもかかわらず、経済への信用の供給を増加させるだろうという主張を擁護した。カウエンは以前、NAMAを通じた銀行再編における政府の目的は、「この危機的な時期にアイルランドのビジネスにとってより多くの信用を得ることができるようにすること」であると述べていた。2009年9月には、ブライアン・レニハン財務大臣も同様の見解を示し、企業や家計への融資拡大につながると述べている。カウエンは、2009年4月にIMFがブライアン・レニハン財務大臣に対し、NAMAが銀行の融資の大幅な増加にはつながらないだろうと述べたことを受け、2月8日に発表された報道に対応したものである。
情報自由法に基づき公開された財務省の内部文書に掲載されているこの発言は、2010年5月にNAMAの取締役に就任する予定だったスティーブン・シーリグ国際通貨基金の高官によるものである。2009年4月29日に財務省で行われたブライアン・レニハンとIMF関係者とのプライベート会合の議事録には、「IMF（シーリグ）はNAMAがアイルランドの銀行融資の大幅な増加につながるとは考えていない」と記載されている。政府は、2009年4月に計画が発表されて以来、NAMAによる銀行からの不良債権を国債で買い取ることで経済の信用の流れが増えると主張してきたが、アイルランド政府はNAMAが銀行からの不良債権を国債で買い取ることで経済の信用の流れが増えると考えている。レニハンは、2009年9月のNAMA法の公表で、銀行の資金調達の立場を「強化・改善し、実行可能な企業や家計に貸し出すことができるようにする」と述べた。IMFは公表された報告書の中で、国内の銀行が最大350億ユーロの損失に直面すると試算しているが、同省は、この損失の一部は営業利益と一部の貸倒引当金で賄われると指摘している。

### 2度目の不信任投票
2010年5月15日にアイルランド放送協会（RTÉ）で放送された番組で、カウエンは、後から考えれば不動産ブームを冷やすために固定資産税を導入すべきだったと述べた。野党のエンダ・ケニー党首は、財務大臣としての行動を擁護するカウエン首相の答弁に対し、アイルランドの経済危機における自身の役割を「手を洗った」と非難した。ケニーはコークでの 最前列席議員連会議で、共和党が老齢年金の削減を検討することで恐怖を広めているとも主張した。「申し訳ないという言葉は、共和党が認識、理解していない言葉だ」とケニーは党員に語った。ケニーは、カウエン首相が、自身の個人的な事件処理を擁護する中で、財務大臣を務めていた4年間、経済を「岩の上に」追い込んだことを認めようとしなかったと述べた。「カウエンは他の誰もが責任を負うことを期待しているが、自分には責任を負わせていない。これは、担当者によって洗われた手の別の例であり、アイルランド経済を破壊し、多くの人々に経済的な苦境を押し付けた責任を受け入れることを拒否している」とも述べた。統一アイルランド党党首は、地方議会ができる最善のことは3つの保留中の選挙、または総選挙を保持することだったと述べた。
2010年6月15日、カウエンは、アイルランドの銀行危機への対応で政府の政策を批判した2つの報告書の発表後、統一アイルランド党によって提出された2度目の不信任動議に直面した。カウエンは再び82対77でこの動議を乗り切った。

### 欧州連合と国際通貨基金の救済
2010年11月21日夜にカウエン首相は、フランスやドイツを中心とする他のユーロ圏諸国からの圧力に長い間抵抗してきたアイルランドが、欧州連合（EU）の欧州金融安定基金（EFSF）と国際通貨基金（IMF）に正式に資金援助を要請したことを確認した。2010年11月28日、欧州委員会は850億ユーロの救済措置に合意した。その内訳は、欧州金融安定化メカニズム（EFSM）から225億ユーロ、IMFから225億ユーロ、欧州金融安定基金（EFSF）から225億ユーロ、イギリス、デンマーク、スウェーデンからの二国間融資である。残りの175億ユーロは、国民年金準備基金（NPRF）からの国の拠出金やその他の国内資金から拠出される。
この救済措置は、アイルランドのアイデンティティの大部分を形成する遺産であるアイルランド独立のために長い間闘ってきた闘争を裏切るものであり、国民の屈辱であるとアイルランド国内では広く見られていた。アイリッシュ・タイムズ紙は以下のように述べた。
| 「 | これが1916年の男たちが死んだ理由なのかどうか：ドイツの首相からの救済措置とイギリスの首相からの数シリングの同情を横に置いて。恥ずべきことがある。イギリスからの政治的独立を得て、自分たちの問題を自分たちで解決できるようになった私たちは、今、欧州委員会、欧州中央銀行、国際通貨基金に主権を明け渡してしまったのだ。 | 」 |

2010年11月24日、カウエン首相は2014年までに経済を安定させるための4年間の計画を発表した。この計画には、社会福祉の大幅な削減、最低賃金の引き下げ、法人税率の低さを維持したままの付加価値税の引き上げなどの不人気要素が含まれていたため、大きな反発を受けた。このような政治的な混乱を受けて、カウエンは2011年の予算編成が完了した後、2011年初頭に選挙を行うことを示唆したがその時点では具体的な時期については明言しなかった。

## 権力からの落下

### ショーン・フィッツパトリックとの出会い
トム・ライオンズとブライアン・キャリーの著書「The Fitzpatrick Tapes」の出版後、アングロ・アイリッシュ銀行の会長であるショーン・フィッツパトリックとブライアン・カウエンの間で、これまで未公開だった2回の面会が行われていたことが明らかになった。
1つ目は2008年3月、カウエンがベトナムに滞在し、カウエンが当時の財務大臣であった時の電話であった。2回目は 2008年7月28日にウィックロー県のドルーズ・グレンで行われた。
当時、アングロ・アイリッシュ銀行は不動産市場の低迷により大きな影響を受けていた。2008年9月28日、アイルランド政府はアングロ・アイリッシュ銀行、アライド・アイリッシュ銀行、アイルランド銀行 を対象とした銀行保証の導入を決定した。ショーン・フィッツパトリックは2009年1月、アングロ・アイリッシュ銀行の隠し融資問題を巡って辞任を余儀なくされた。会談は7時間にもわたって行われ、フィッツパトリックとアングロ・アイリッシュ銀行の取締役2名とのゴルフとその後の夕食会で行われた。
割り当てられた時間を大幅にオーバーしたドイル・エアランでの白熱した首相質問の中で、カウエンはアングロ・アイリッシュ銀行について議論されていたことを否定した。しかし、シン・フェイン党国会議長のケヴィン・オ・キオラン（ホテルでの結婚式に出席し、偶然にもカウエンとフィッツパトリックに遭遇した）の質問に、カウエンはアングロ・アイリッシュ銀行の取締役であるゲイリー・マクガンと、中央銀行の取締役で現在はコンサルタント会社のインデコンの常務取締役を務めるアラン・グレイの2人が出席していたことを認めざるを得なかった。カウエンは会議は社交的なイベントだったと主張しているが、グレイは経済活性化のための経済アドバイスをするために招かれたと述べている。副首相のメアリー・コクランは、会議の目的を共和党の資金調達者と説明した。
カウエンはその後、議会の外でこのような告発を繰り返した場合には、オ・キオランを告訴すると脅している。オ・キオランははこれに反発し、公の場で告発を繰り返し、カウエンに法廷に連れて行くよう求めた。

### 1月内閣改造
カウエンとフィッツパトリックとの面会が発覚したことで波紋を呼んだ労働党のイーモン・ギルモア党首は、カウエンの政権不信任案を第3次動議として提出する計画を発表した。しかし、当時のカウエンの当面の懸念は、党内から共和党党首を辞任するよう圧力がかかっていることであった。カウエンは2011年1月16日、自らの意思で党首を辞任することはないと発表したが、2011年1月18日に開かれる共和党の党議会で、無記名投票で決定される党首信任決議案を提出することを表明した。ミホル・マーティン外務大臣は、この動議に反対票を投じることを公言し、事実上カウエンの指導力への挑戦者となった。2011年1月18日の夜、政府の首席秘書官ジョン・カランは正確な数は秘密にし、投票用紙は細断されていたが、カウエンが信任投票で勝利したと発表した。カウエンはまたマーティンの辞任を「しぶしぶ」受け入れたと発表した。
しかし翌日、カウエンはノエル・デンプシー、ダーモット・アハーン、トニー・キリーン、メアリー・ハーニーの４人の閣僚を辞任に追い込んだ。辞任した閣僚はすでに2011年の総選挙への出馬を辞退していたが、これはカウエンが選挙に向けて党の立場を強化する可能性のある新しい閣僚を任命するためのものだった。しかし、連立政権の一部である緑の党は、再編成について相談を受けていなかったことに憤りを表した。緑の党はそれに応じ、カウエンが意図した後任者を支持することを拒否した。緑の党はまた、カウエンが総選挙のための確固とした日付を設定しない限り、政府から撤退すると脅した。カウエンが再編成を発表するために議会で演説したときには緑の党は欠席し、その日議会で席を取っていなかった。
さらに、緑の党の党首であるジョン・ゴームリーは、連立政党間の信頼関係が大きく浸食され、おそらく取り返しのつかないことになったと公言した。その時点で、共和党党員は以前に党の信任運動でカウエンへの支持を発表した者を含め、カウエンの指導力に疑問を持ち、選挙前に辞任を迫り始めた。共和党の支持率は14％と過去最低を記録していたが、失敗に終わった再編成の結果、8％にまで落ち込んだ。

### 退任
連合の分裂、党内での反発、広報活動の失敗に直面し、カウエンは2011年1月22日に共和党党首の辞任を発表した。しかし、2011年予算の法案を完成させるために選挙までは党首を続けると主張した。
辞任はカウエンの行動の結果を鎮めるものではなかった。労働党のイーモン・ギルモア党首は、2011年1月26日に不信任案を提出すると発表した。野党のエンダ・ケニー党首も、カウエンがメアリー・マッカリース大統領に議会の即時解散を要請しなかった場合、自党は労働党の動議に先立ち、党首への不信任動議を提出すると発表した。1月23日、カウエンが辞任を表明してから24時間も経たないうちに、緑の党は連立協定を破棄し、ゴームリーとイーモン・ライアンの2人の大臣を政府から引き抜き、カウエンは受け入れた。これにより、カウエンは少数派政府のトップに立つことになり、7人の閣僚（アイルランド憲法で義務付けられている最低限の閣僚）を擁することになり、議会では2回連続で不信任投票に直面することになった。

### 財政法案・解散・退職
2011年1月24日、ブライアン・レニハン財務大臣は、統一アイルランド党、労働党、緑の党の代表団と会談し、最終的な合意に達した。労働党と統一アイルランド党は、金融法案が28日金曜日までに国会で最終決定される（土曜日に最終決定される予定のシャナズ・エアランで）という合意と引き換えに、不信任動議を取り下げることに合意した。
議会は2011年1月27日に財政法案を可決し、1月29日にはシャナズがそれに続いた。これを受け、カウエンは2011年2月1日にメアリー・マッカリース大統領に議会の解散を要請した。アイルランド憲法上の慣行に従い、マッカリースは解散を正式に認めた。カウエンはその後、総選挙を2011年2月25日に前倒しすることを確認し、議会の議席を争うつもりはないと発表した。27年の政界を経て、引退するとも述べた。
カウエン政権への憤りは、総選挙での共和党の失敗につながった。共和党は、アイルランド国家史上最悪の敗北を喫し、わずか20議席で3位に落ち、1927年以来初めて議席数で最大政党とならなかった。野党のエンダ・ケニー党首がカウエンの後を継ぎ、統一アイルランド党・労働党の連立政権を率いて2011年3月9日に就任した。新しい議会が召集されたとき、カウエンは国会議員ではなくなり、開会を主宰することができず、共和党党首のミホル・マーティンと退陣中のブライアン・レニハン財務相が代わりに政府の最前列席議員連にでた。

## 一般での評判
タブロイド紙や大衆メディアではカウエンを「Biffo（ビフォー）」と表現することがある。「Biffo」とはオファリー県出身者に対する蔑称で、「Big Ignorant Fellow From Offaly（オファリーからやってきた図体の大きい無知なやつ）」の頭文字に由来している。これに対してカウエン自身は、「Biffo」とは「Beautiful Intelligent Fellow From Offaly（オファリー出身の秀麗で知的な人間）」だと反論している。またアイリッシュ・インデペンデント紙は新たに「Gruffalo（Grumpy Rude Uncensored Fellow From Around Laois Offaly：リーシュ・オファリーあたりからやってきた、無愛想で品がなく、発言に注意をはらえないやつ）」というアクロニムを作り出した。
ウィキリークスによると、アイルランドのアメリカ外交官は、リークされた米国大使館の文書に記載されているように、「Biffo」というニックネームがブライアン・カウエン前首相に「特に」適用されたと報告している。ウィキリークスに掲載されたカウエンの率直なプロフィールの中で、当時のトーマス・フォーリー米国大使はカウエンを「太っていて無愛想」と評し、「公共のイメージにあまり関心がないという評判がある」と述べている。同大使はまた、カウエンが頻繁にパブに通い、歌うのが好きだと述べ、前任者のバーティー・アハーン氏よりも親しみやすいだろうと述べている。
カウエンはドイル・エアランにおいて「品格がない」ということで批判を受けている。ドイルでの激しい論戦が終わってカウエンが席に着き、副首相のメアリー・コクランと代わったさいに、議場内のマイクが「糞野郎（fuckers）」というカウエンの声を拾っていたことから、「品格がない」と評されることになった。この発言について直後にカウエンは謝罪している。
カウエンは公然と党内の同僚から批判を受けている。その中には、インタビューでカウエンが「コミュニケーションと協議の不足」に悩まされていると述べ、内閣内に「三権分立」（桃山道教、タネイスト、財務大臣）が出現しているとの懸念を表明した者も含まれている。
芸術家であり教師でもあるコナー・キャスビーは、斬新な批判の中でアイルランド国立美術館とロイヤル・ハイバーニアン・アカデミーに、カウエンのヌード絵画を展示した。
カウエンは、2009年12月の第3次予算編成に向けての取り組みの中で、無能であると批判された。カウエンは「我々の優先事項は財政の安定化である」と述べたが、これはアイルランド国民が2008年の優先事項であると言われてから1年後のことである。

### 『モーニング・アイルランド』のインタビュー

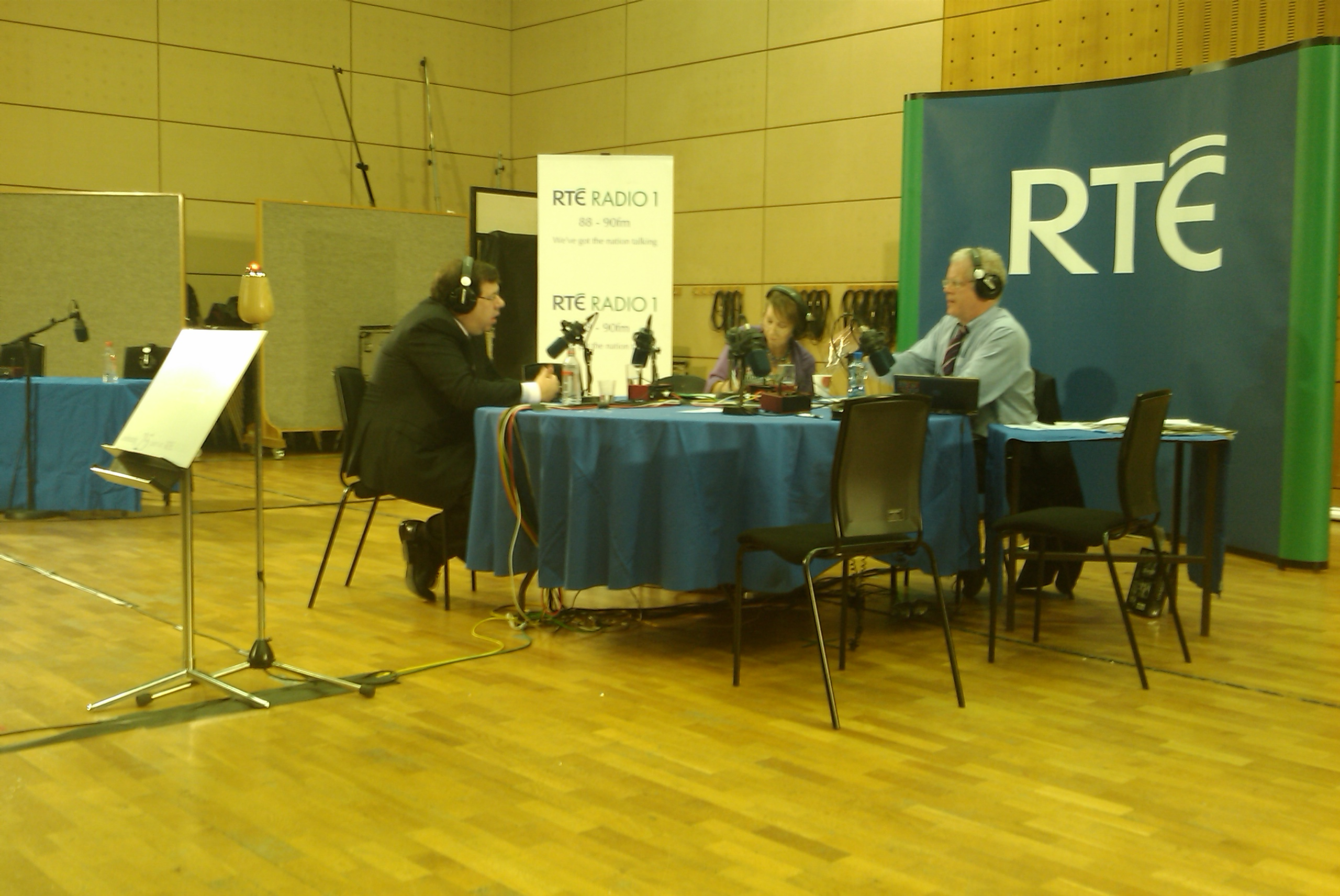
『モーニング・アイルランド』に出演中のカウエン

2010年9月14日、アイルランド放送協会（RTÉ）の『モーニング・アイルランド』でのインタビューの後、カウエンは統一アイルランド党のサイモン・コヴェニーから、まるで酔っているか二日酔いのような声であると評された。インタビューは、ゴールウェイのアーディラン・ホテルで開催された共和党の年次議会前会議の2日目の朝に行われた。カウエンはこの疑惑を「哀れ」と表現して否定した。しかし、海外メディアからは否定的なコメントを受け、国内メディアからは「うがいゲート（Garglegate）」と呼ばれている。その後、アメリカのトーク番組『ザ・トゥナイト・ショー・ウィズ・ジェイ・レノ』に登場したカウエンについての簡単な寸劇は、ホストのジェイ・レノがカウエンを「酔っぱらいのバカ」と表現し、アイルランドのメディアで報道され、カウエンのパブリックイメージをさらに傷つけた。
翌日のインタビューでは「最高のパフォーマンスではなかったので、お詫びしたい」と謝罪した。声に嗄声があったと主張し、二日酔いだったことを否定した。この出来事について2017年に、カウエンは疲れていたが、酔っていたわけでも二日酔いだったわけでもないと述べたインタビュアーによって立証された。

### 承認評価
アイルランドでのカウエンの満足度は18％にまで落ち込んでいたが、2010年8月にはニューズウィーク誌の世界トップ10にランクインし、アイルランド経済への対応を称賛した。ウォール・ストリート・ジャーナル紙は「カウエンは現代最悪の経済危機を主宰した」としているが、ニューズウィーク誌はデーヴィッド・キャメロン、モハメド・ナシード、ニコラ・サルコジ、温家宝に次ぐ世界第5位にランク付けしている。
TheJournal.ieによると、カウエンは「有権者の支持率は8～10％とアイルランドの世論調査の歴史上、最も人気のない現職議員」と評した。2011年1月の時点で、共和党の支持率は過去最低を記録しており、14％でシン・フェイン党と同率の3位につけている。

## その後
カウエンは、共和党党首になってからも、選挙に臨むことなく首相になった唯一の党首である。管理下にあった共和党は、2010年11月に国際通貨基金（IMF）と欧州中央銀行（ECB）によるアイルランド経済への介入を受け、2011年2月の総選挙では選挙人の支持率が75％も低下した。
カウエンは、コミュニケーション能力に乏しく、有権者との結びつきが弱いと批判された。歴史家のディアマイド・フェリターは、カウエンの「恐るべきコミュニケーション能力と自己破壊的な頑固さ」を、フィアンナフェイルに最も大きなダメージを与えたと評している。
党の選挙での敗北の規模が明らかになるにつれ、カウエンは政府での決定の責任を認め、「党首として、また過去の大臣としての立場から、私は全責任を負う。屁理屈をこねたり、そうでないことを示唆したりしたことは一度もない」と述べた。
2014年5月、カウエンは石油チェーンのトパーズ・エネルギーの取締役に就任した。2015年2月にはビーコン病院の取締役に就任した。
2015年4月、カウエンはダブリンでデモ隊に襲われ、「卑劣な奴」、「裏切り者」と呼ばれた。
2017年7月、カウエンはアイルランド国立大学から名誉博士号を授与された。50分間の受諾演説の中で、金融危機の間のアイルランドに対する欧州連合の行動を批判し、不況の間にこれほど多くの雇用が失われたことに遺憾の意を表明した。授賞式の後、大学はカウエンへの受賞を決定したことについて、批判に直面した。リムリック大学の前学長兼創設者エド・ウォルシュは、抗議の意を込めて自身の名誉博士号を手渡すことを発表し、2018年11月14日に実行した。
2019年7月5日、カウエンは大規模な脳出血を起こしてビーコン病院に入院した。その後セント・ビンセント大学病院に転院し、5ヶ月間を過ごした後、身体リハビリテーション施設に移った。2020年2月現在、カウエンは昨年の脳梗塞の後に入院しているが、着実に進歩を遂げている。

## 人物
カウエンはメアリー・モロイと結婚し、2人の娘をもうける。
ゲーリック体育協会の会員となり、現在もクララにある同協会支部の会長を務めている。また1980年代初頭にはオファリー県のゲーリックフットボールチームにも参加していた。カウエンは地元オファリーの選挙区ではパブで有権者と交流を深めることが多い。2003年5月にはタラモアの The Brewery Tap パブが進めていたチャリティCD計画にも参加している。このCDの収益金は寄付されたが、計28曲が収録され、その中にはカウエンが歌ったフィル・コウルターの『The Town I Loved So Well』も含まれている。
2007年5月にカウエンはホット・プレス誌のジェイソン・オトゥーレに対して、学生のころに「友人の間でマリファナがまわっていたことがあって、私はクリントン大統領とは違って吸っていた」と話した。